# Zoropsis lutea
Zoropsis lutea är en spindelart som först beskrevs av Tord Tamerlan Teodor Thorell 1875.  Zoropsis lutea ingår i släktet Zoropsis och familjen Zoropsidae. Inga underarter finns listade i Catalogue of Life.